# Ligné (Loire-Atlantique)
Ligné ist eine französische Gemeinde mit 5593 Einwohnern (Stand 1. Januar 2022) im Département Loire-Atlantique in der Region Pays de la Loire. Sie gehört zum Arrondissement Châteaubriant-Ancenis, zum Kanton Nort-sur-Erdre. Die Bewohner nennen sich Lignéens und Lignéennes.

## Lage
Die Gemeinde Ligné liegt 20 Kilometer nordöstlich von Nantes. Nachbargemeinden von Ligné sind Mouzeil im Nordosten, Couffé im Osten, Le Cellier im Süden, Saint-Mars-du-Désert im Südwesten, Petit-Mars im Westen sowie Les Touches im Nordwesten.

## Bevölkerungsentwicklung
| Jahr                       | 1962 | 1968 | 1975 | 1982 | 1990 | 1999 | 2006 | 2015 | 2022 |
| Einwohner                  | 1774 | 1664 | 1662 | 2211 | 2730 | 2948 | 3778 | 5088 | 5593 |
| Quellen: Cassini und INSEE |      |      |      |      |      |      |      |      |      |

## Sehenswürdigkeiten

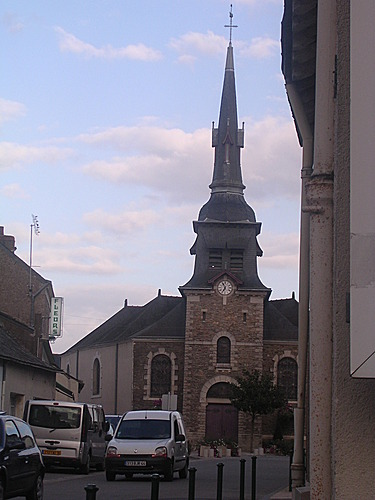
Kirche Saint-Pierre
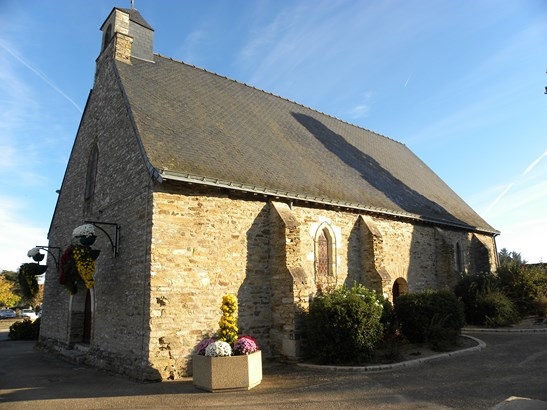
Kapelle Saint-Mathurin
- Schloss La Rochefordière

- Kirche Saint-Pierre
- Kapelle Saint-Mathurin